# Cindy Arthur
Lucinda „Cindy“ Arthur (* 20. Januar 1977) ist eine kanadische Badmintonspielerin. 

## Karriere
Cindy Arthur gewann in Kanada zwei Juniorentitel. 1997 erkämpfte sie sich Silber bei den Panamerikameisterschaften im Damendoppel mit Jennifer Wong. 1998 nahm sie an den Commonwealth Games teil.

## Sportliche Erfolge
| Saison | Veranstaltung                   | Disziplin   | Platz | Name                              |
| ------ | ------------------------------- | ----------- | ----- | --------------------------------- |
| 1994   | Kanada: Juniorenmeisterschaften | Damendoppel | 1     | C. Arthur / Caroline Gibbings, ON |
| 1995   | Kanada: Juniorenmeisterschaften | Mixed       | 1     | Stuart Arthur / C. Arthur, ON     |
| 1997   | Panamerikameisterschaft         | Damendoppel | 2     | Cindy Arthur / Jennifer Wong      |

## Referenzen
- Cindy Arthur beim Badminton-Weltverband

| Personendaten    | Personendaten                 |
| ---------------- | ----------------------------- |
| NAME             | Arthur, Cindy                 |
| ALTERNATIVNAMEN  | Arthur, Lucinda               |
| KURZBESCHREIBUNG | kanadische Badmintonspielerin |
| GEBURTSDATUM     | 20. Januar 1977               |